# Hilti
Hilti is een producent van gereedschap met het hoofdkantoor in Schaan (Liechtenstein). Het bedrijf is vooral bekend van zijn boorhamers. Hilti telt ongeveer 30000 medewerkers, waarvan ongeveer 1900 in Liechtenstein. Hilti is een van de grootste werkgevers van Liechtenstein. Het Nederlandse hoofdkantoor is gevestigd in Berkel en Rodenrijs. Het bedrijf is actief in 120 landen.